# Nachtjagdgeschwader 3
La Nachtjagdgeschwader 3 (NJG 3) (3e escadre de chasse nocturne) est une unité de chasseurs de nuit de la Luftwaffe pendant la Seconde Guerre mondiale.

## Opérations
Le NJG 3 combattra sur les trois principaux chasseurs de la Nachtjagd : le Bf 110, le Ju 88 et le Do 217.

## Organisation

### Stab
Le Stab./NJG 3 est formé le 29 septembre 1941 à Stade à partir du Stab/ZG 26. Il servit sous la 1. Nachtjagd-Division et à partir de mai 1942, sous la 2. Jagd-Division. Initialement équipé avec des Messerschmitt Bf 110, le Stab./NJG 3 volera avec des Junkers Ju 88C en fin 1943, et des Ju 88G en milieu 1944.
Geschwaderkommodore (Commandant d'escadre) :
| Début             | Fin            | Grade  | Nom                  |
| ----------------- | -------------- | ------ | -------------------- |
| 29 septembre 1941 | 1er août 1943  | Major  | Johann Schalk (en)   |
| 1er août 1943     | 7 octobre 1944 | Oberst | Helmut Lent          |
| 12 novembre 1944  | 8 mai 1944     | Oberst | Günther Radusch (en) |

### I. Gruppe
Formé le 1er octobre 1940 à Vechta à partir du V.(Z)/LG 1 avec :
- Stab I./NJG 3 à partir du Stab V./LG 1
- 1./NJG 3 à partir de la 13./LG 1
- 2./NJG 3 à partir de la 14./LG 1
- 3./NJG 3 à partir de la 15./LG 1

En septembre 1942, la 2./NJG 3 devient 2./NJG 4 et une nouvelle 2./NJG 3 est formée à partir de la 4./NJG 2 le 1er octobre 1942.
Le I./NJG 3 est réduit à la seule 1./NJG 3 le 30 mars 1945, quand le Stab., 2. et 3./NJG 3 sont dissous.
Gruppenkommandeur (Commandant de groupe) :
| Début            | Fin               | Grade     | Nom                                    |
| ---------------- | ----------------- | --------- | -------------------------------------- |
| 7 octobre 1940   | 2 octobre 1941    | Hauptmann | Günther Radusch (en)                   |
| 3 octobre 1941   | 30 septembre 1942 | Hauptmann | Hans-Dietrich Knoetzsch                |
| 1er octobre 1942 | 31 mai 1943       | Major     | Egmont Prinz zur Lippe-Weißenfeld (en) |
| 1er juin 1943    | 14 août 1943      | Hauptmann | Erhard Peters                          |
| 15 août 1943     | 13 décembre 1943  | Hauptmann | Walter Mylius                          |
| 14 décembre 1943 | 2 janvier 1944    | Hauptmann | Paul Szameitat (en) (Mort au combat)   |
| 4 janvier 1944   | 8 mai 1945        | Major     | Werner Husemann (en)                   |

### II. Gruppe
Formé en avril 1942 à Schleswig à partir du Zerstörer-Ergänzungsgruppe avec :
- Stab II./NJG 3 à partir du Stab/Zerstörer-Ergänzungsgruppe
- 4./NJG 3 à partir de la 4./ZG 2
- 5./NJG 3 à partir de la 1./Erg.ZGr.
- 6./NJG 3 à partir de la 3./Erg.ZGr.

Au 1er novembre 1942, des équipages sont transférées à la 11./NJG 3. Le 25 février 1945, le II./NJG 3 est dissous et absorbé par le NSGr 30.
Une nouvelle 4./NJG 3 est formée le 1er mars 1945 à Kjevik à partir du Nachtjagdstaffel Norwegen et y reste jusqu'à la fin sous la Jagdfliegerführer Norwegen équipé de Junkers Ju 88G et de Heinkel He 219.
Gruppenkommandeur :
| Début            | Fin              | Grade     | Nom                                 |
| ---------------- | ---------------- | --------- | ----------------------------------- |
| 3 octobre 1941   | 1er août 1943    | Hauptmann | Günther Radusch (en)                |
| 15 août 1943     | Novembre 1943    | Major     | Heinrich Prinz zu Sayn-Wittgenstein |
| Décembre 1943    | 14 décembre 1943 | Hauptmann | Paul Szameitat (en)                 |
| 15 décembre 1943 | Septembre 1944   | Major     | Klaus Havenstein                    |
| Septembre 1944   | Février 1945     | Hauptmann | Hüschens                            |

### III. Gruppe
Formé le 1er novembre 1941 à Stade à partir du II./ZG 76 avec :
- Stab III./NJG 3 à partir du Stab II./ZG 76
- 7./NJG 3 à partir de la 4./ZG 76
- 8./NJG 3 à partir de la 5./ZG 76
- 9./NJG 3 à partir de la 6./ZG 76

En décembre 1942, la 7./NJG 3 devient 4./NJG 5 et une nouvelle 7./NJG 3 ne sera reformée qu'en août 1943.
Le 30 mars 1945, le III./NJG 3 est réduit à la seule 7./NJG 3, lorsque le Stab., 8. et 9./NJG 3 sont dissous.
Gruppenkommandeur :
| Début             | Fin            | Grade          | Nom                                  |
| ----------------- | -------------- | -------------- | ------------------------------------ |
| 1er novembre 1941 | 21 avril 1943  | Oberstleutnant | Heinz Nacke (en)                     |
| 22 avril 1943     | 14 août 1943   | Hauptmann      | Walter Mylius                        |
| 31 août 1943      | 4 octobre 1943 | Hauptmann      | Rudolf Sigmund (en) (Mort au combat) |
| 15 octobre 1943   | 8 mai 1945     | Major          | Walter Barthe                        |

### IV Gruppe
Formé le 1er janvier 1943 à Grove à partir d'éléments du Stab III./NJG 2 avec :
- Stab IV./NJG 3 nouvellement créé
- 10./NJG 3 à partir de la 1./NJG 2
- 11./NJG 3 à partir de la 9./NJG 2
- 12./NJG 3 nouvellement créée

Le 11./NJG 3 est dissoute en avril 1944 mais sera reformée en août 1944.
Le 1er août 1943, le Stab IV./NJG 3 est renommé III./NJG 2 avec :
- Stab IV./NJG 3 devient Stab III./NJG 2
- 10./NJG 3 devient 7./NJG 2
- 11./NJG 3 devient 8./NJG 2
- 12./NJG 3 devient 9./NJG 2

Et un nouveau IV./NJG 3 est formé à partir de l'ancien III./NJG 2 avec :
- Stab IV./NJG 3 à partir du Stab III./NJG 2
- 10./NJG 3 à partir de la 7./NJG 2
- 11./NJG 3 à partir de la 8./NJG 2
- 12./NJG 3 à partir de la 9./NJG 2

Le 30 mars 1945, le IV./NJG 3 est réduit à la 10./NJG 3, lorsque le Stab., 11. et 12./NJG 3 sont dissous.
Gruppenkommandeur :
| Début             | Fin            | Grade     | Nom             |
| ----------------- | -------------- | --------- | --------------- |
| 1er novembre 1942 | 7 octobre 1943 | Major     | Erich Simon     |
| 8 octobre 1943    | Janvier 1944   | Hauptmann | Albert Schulz   |
| Janvier 1944      | Juillet 1944   | Hauptmann | Franz Buschmann |
| Juillet 1944      | Novembre 1944  | Hauptmann | Heinz Ferger    |
| Novembre 1944     | 4 mars 1945    | Major     | Berthold Ney    |
| 5 mars 1945       | 8 mai 1945     | Hauptmann | Friedrich Tober |

### Ergänzungsstaffel
L'Ergänzungsstaffel  est formée en 1941 à Vechta ; elle sera connue comme Ausb.Lehrgang/NJG 3 de juin à juillet 1944, puis dissoute en décembre 1942.

### Schulstaffel
Formée en juin 1941 à Grove. Elle est aussi appelée 1.(Erg.)/NJG 3 et absorbée en novembre 1944 par la 4./NJG 7. En décembre 1944, la Schulstaffel est renommée 16./NJG 3 mais devient Stabsstaffel/NJG 3 le 1er janvier 1945.

## As de la NJG 3
- Rudolf Frank : 45 victoires sur 45[2]
- Paul Zorner : 41 sur 59[3]
- Helmut Lent : 39 sur 113[4]
- Günther Radusch : 32 sur 65[5]
- Gerhard Rath : 32 sur 58[6]
- Paul Szameitat : 29 sur 29[7]
- Erhard Peters : 26 sur 26[8]
- Eduard Schröder : 24 sur 29[9]
- Herbert Koch : 23 sur 23[10]
- Hermann Leube : 22 sur 22[11]